# Австрія на літніх Олімпійських іграх 1984
Австрія на літніх Олімпійських іграх 1984 року в Лос-Анджелесі була представлена 102 спортсменами у 18 видах спорту. Це дев'ятнадцята участь збірної Австрії у літніх Олімпійських іграх. На іграх у Лос-Анджелесі збірна Австрії здобула три медалі: одну золоту, одну срібну, одну бронзову.

## Медалісти
| Медаль | Спортсмен         | Вид спорту | Дисципліна                            |
| ------ | ----------------- | ---------- | ------------------------------------- |
| Золото | Петер Зайзенбахер | Дзюдо      | Чоловіки, до 86 кг                    |
| Срібло | Андреас Кронталер | Стрільба   | Чоловіки, пневматичний пістолет, 10 м |
| Бронза | Йозеф Райтер      | Дзюдо      | Чоловіки, до 65 кг                    |

## Веслування на байдарках і каное
Чоловіки
| Спортсмен                       | Дисципліна                | Відбіркові | Відбіркові | Відбіркові | Втішні         | Втішні         | Втішні         | Півфінал  | Півфінал | Півфінал | Фінал      | Фінал      |
| Спортсмен                       | Дисципліна                | Результат  | Місце      | Загалом    | Результат      | Місце          | Загалом        | Результат | Місце    | Загалом  | Результат  | Місце      |
| ------------------------------- | ------------------------- | ---------- | ---------- | ---------- | -------------- | -------------- | -------------- | --------- | -------- | -------- | ---------- | ---------- |
| Вернер Бахмаєр Вольфганг Хартер | каное-двійки, 500 метрів  | 1:38,00    | 4          | 8          | 1:40,12        | 1              | 2              | 1:37,79   | 3        | 9        | 1:37,05    | 9          |
| Вернер Бахмаєр Вольфганг Хартер | каное-двійки, 1000 метрів | 3:31,58    | 3          | 7          | не брав участі | не брав участі | не брав участі | 3:31,60   | 4        | 9        | не пройшов | не пройшов |

## Стрільба з лука
Жінки
| Спортсмен      | Дисципліна             | Раунд 1   | Раунд 1 | Раунд 2   | Раунд 2 | Загальне місце | Загальне місце |
| Спортсмен      | Дисципліна             | Результат | Місце   | Результат | Місце   | Результат      | Місце          |
| -------------- | ---------------------- | --------- | ------- | --------- | ------- | -------------- | -------------- |
| Урсула Валента | індивідуальна першість | 1215      | 24      | 1180      | 33      | 2395           | 32             |

## Легка атлетика
Чоловіки
| Спортсмен        | Дисципліна        | Кваліфікація | Кваліфікація | Кваліфікація | Півфінал   | Півфінал   | Півфінал   | Фінал      | Фінал      |
| Спортсмен        | Дисципліна        | Результат    | Положення    | Місце        | Результат  | Положення  | Місце      | Результат  | Місце      |
| ---------------- | ----------------- | ------------ | ------------ | ------------ | ---------- | ---------- | ---------- | ---------- | ---------- |
| Герхард Хартманн | марафонський біг  |              |              |              |            |            |            | не пройшов | не пройшов |
| Томас Фаттеркнет | біг на 400 метрів | 50,25        | 4            | 17           | не пройшов | не пройшов | не пройшов | не пройшов | не пройшов |
| Мартін Топорк    | хода 20 км        |              |              |              |            |            |            | 1:33:58    | 29         |

| Спортсмен    | Дисципліна     | Кваліфікація | Кваліфікація | Фінал      | Фінал      |
| Спортсмен    | Дисципліна     | Результат    | Місце        | Результат  | Місце      |
| ------------ | -------------- | ------------ | ------------ | ---------- | ---------- |
| Ервін Вейзл  | штовхання ядра | 18,96 м      | 13           | не пройшов | не пройшов |
| Ганс Лінджер | метання молота | 71,28 м      | 12           | не пройшов | не пройшов |

| Спортсмен      | Дисципліна    | Біг на 100 м | Біг на 100 м | Стрибки в довжину | Стрибки в довжину | Штовхання ядра | Штовхання ядра | Стрибки у висоту | Стрибки у висоту | Біг на 400 м | Біг на 400 м | Біг на 110 метрів з бар'єрами | Біг на 110 метрів з бар'єрами | Метання диска | Метання диска | Стрибки з жердиною | Стрибки з жердиною | Метання списа | Метання списа | Біг на 1500 метрів | Біг на 1500 метрів | Результат | Результат |
| Спортсмен      | Дисципліна    | Результат    | Очки         | Результат         | Очки              | Результат      | Очки           | Результат        | Очки             | Результат    | Очки         | Результат                     | Очки                          | Результат     | Очки          | Результат          | Очки               | Результат     | Очки          | Результат          | Очки               | Очки      | Місце     |
| -------------- | ------------- | ------------ | ------------ | ----------------- | ----------------- | -------------- | -------------- | ---------------- | ---------------- | ------------ | ------------ | ----------------------------- | ----------------------------- | ------------- | ------------- | ------------------ | ------------------ | ------------- | ------------- | ------------------ | ------------------ | --------- | --------- |
| Джордж Уертнер | десятиборство | 11,41        | 708          | 696 см            | 812               | 13,80 м        | 716            | 194 см           | 804              | 49,44        | 830          | 15,36                         | 811                           | 41,18 м       | 709           | 470 см             | 981                | 76,96 м       | 956           | 4:16,41            | 685                | 8012      | 9         |

## Боротьба
Чоловіча греко-римська
| Спортсмен        | Дисципліна | Втішний раунд                                                                                                  | Втішний раунд | Раунд за 5 місце    | Раунд за 3 місце   | Фінал              | Місце      |
| Спортсмен        | Дисципліна | Суперник Результат                                                                                             | Місце         | Суперник Результат  | Суперник Результат | Суперник Результат | Місце      |
| ---------------- | ---------- | --- | ------------- | ------------------- | ------------------ | ------------------ | ---------- |
| Герберт Нігш     | до 62 кг   | Група Б Брахім Локшарі 7–12 Ханну Лахтінен 1–2                                                                 | 8             | не пройшов          | не пройшов         | не пройшов         | не пройшов |
| Дітмар Стрейтлер | до 68 кг   | Група А Немото Сеіджі 6–5 Шумер Кочак без бою Саїд Шоукен 7–5 Фінал Штефан Негрісан без бою Владо Лісьяк\| 6–8 | 3             | Мохамед Накдалі 8–4 |                    |                    | 5          |
| Георг Марчел     | до 82 кг   | Група Б Зігфрід Сейбол passzivitás Яштоші Моріяма passzivitás Момір Петкович 0–5                               | 5             | не пройшов          | не пройшов         | не пройшов         | не пройшов |
| Франц Маркс      | до 90 кг   | Група Б Жан-Франсуа Курт 4–13 Уве Сакс 4–7                                                                     | 4             | не пройшов          | не пройшов         | не пройшов         | 8          |
| Франц Пітшманн   | до 100 кг  | Група А Георгієс Покілідіс 1–7 Василє Андрій 2–15                                                              | 3             | Фріц Джердсмеєр 5–7 |                    |                    | 5          |

Чоловіча вільна боротьба
| Спортсмен        | Дисципліна | Втішний раунд                                                    | Втішний раунд | Раунд за 5 місце   | Півфінал           | Фінал              | Місце      |
| Спортсмен        | Дисципліна | Суперник Результат                                               | Місце         | Суперник Результат | Суперник Результат | Суперник Результат | Місце      |
| ---------------- | ---------- | ---------------------------------------------------------------- | ------------- | ------------------ | ------------------ | ------------------ | ---------- |
| Гюнтер Басарелло | до 82 кг   | Група А Райнер Трік 3–5 Джоуні Айломакі 5–0 Хідзюкі Нагашима 4–7 | 5             | не пройшов         | не пройшов         | не пройшов         | не пройшов |
| Едвін Лінс       | до 90 кг   | Група А Ед Банч 2–15 Абдул Мажед 6–11                            | 6             | не пройшов         | не пройшов         | не пройшов         | не пройшов |

## Дзюдо
| Спортсмен            | Дисципліна | Група | Кваліфікація              | 1/16                    | 1/8                     | Чвертьфінал         | Півфінал             | Втішний 1-й раунд  | Втішний 2-й раунд    | Втішний 3-й раунд    | Раунд за третє місце    | Фінал              | Місце |
| Спортсмен            | Дисципліна | Група | Суперник Результат        | Суперник Результат      | Суперник Результат      | Суперник Результат  | Суперник Результат   | Суперник Результат | Суперник Результат   | Суперник Результат   | Суперник Результат      | Суперник Результат | Місце |
| -------------------- | ---------- | ----- | ------------------------- | ----------------------- | ----------------------- | ------------------- | -------------------- | ------------------ | -------------------- | -------------------- | ----------------------- | ------------------ | ----- |
| Йозеф Райтер         | до 65 кг   | B     | не брав участі            | Мохамед Соубей перемога | Хванг Чжон програш      |                     |                      |                    | Чон Сіа Чін перемога | Сержіо Сано перемога | Сандро Розатті перемога |                    |       |
| Томас Хаасманн       | до 73 кг   | B     | Жан-Марі Дедекер перемога | Пер Челлін програш      | не пройшов              | не пройшов          | не пройшов           |                    |                      |                      |                         |                    | 20    |
| Петер Зайзенбахер    | до 86 кг   | A     |                           | Станко Лопатич перемога | Чанг Шоу-Чжунг перемога | Сеїкі Ноус перемога | Фабіан Кану перемога |                    |                      |                      |                         | Роберт Берланд     |       |
| Роберт Кьостенбергер | до 100 кг  | A     |                           | Рожер Вакон перемога    | Джурі Фазі програш      | не пройшов          | не пройшов           |                    |                      |                      |                         |                    | 13    |

## Академічне веслування
Чоловіки
| Спортсмен                     | Дисципліна | Квалфікація | Квалфікація | Чвертьфінал | Чвертьфінал | Півфінал | Півфінал  | Фінал | Фінал   | Фінал     | Місце |
| Спортсмен                     | Дисципліна | Час         | Результат   | Час         | Результат   | Час      | Результат | Тип   | Час     | Результат | Місце |
| ----------------------------- | ---------- | ----------- | ----------- | ----------- | ----------- | -------- | --------- | ----- | ------- | --------- | ----- |
| Раймунд Хаберл                | одиночки   | 7:33,50     | 3           | 7:29,08     | 2           | 7:38,48  | 6         | B     | 7:25,38 | 2         | 8     |
| Вілфред Ауербах Томас Лайнмер | двійки     | 6:43,10     | 4           | 6:44,54     | 5           |          |           | B     | 6:38,95 | 1         | 7     |

Жінки
| Спортсмен                      | Дисципліна | Квалфікація | Квалфікація | Чвертьфінал | Чвертьфінал | Півфінал | Півфінал  | Фінал | Фінал   | Фінал     | Місце |
| Спортсмен                      | Дисципліна | Час         | Результат   | Час         | Результат   | Час      | Результат | Тип   | Час     | Результат | Місце |
| ------------------------------ | ---------- | ----------- | ----------- | ----------- | ----------- | -------- | --------- | ----- | ------- | --------- | ----- |
| Астрід Ангер                   | одиночки   | 3:54,96     | 4           | 3:52,70     | 3           | 3:59,52  | 4         | B     | 3:53,08 | 3         | 9     |
| Інге Нідермаєр Вєра Сомербауер | двійки     | 3:36,62     | 4           | 3:33,30     | 5           |          |           | B     | 3:36,20 | 1         | 7     |